# IC 1936
IC 1936 је спирална галаксија у сазвјежђу Часовник која се налази на листи објеката дубоког неба у Индекс каталогу.
Деклинација објекта је - 51° 19' 23" а ректасцензија 3h 26m 27,9s. Привидна величина (магнитуда) објекта IC 1936 износи 15,2 а фотографска магнитуда 16,0. IC 1936 је још познат и под ознакама ESO 200-24, PGC 12847.